# Cycloseris
Cycloseris (лат.) — род одиночных дисковидных кораллов семейства Fungiidae. Они встречаются в Индо-Тихоокеанской области. Данный род обитает на нижних склонах рифов и в местах между рифами с мягкими отложениями. Терпимы к мутной воде.

## Описание
Кораллы рода Cycloseris по большей части одиночные и свободноживущие, некоторые особи достигают 10-ти сантиметров в диаметре. Форма диска обычно круглая или овальная, с ротовым отверстием в центре, которое окружено щупальцами. Ротовое отверстие похоже на щель. Полипы находятся в известковой чаше, кораллите, и вылезают ночью для кормления. Септапредставлена вертикальными скелетными элементами внутри кораллитной стенки и рёбрами, которые соединяются у основания коралла. В роду Cycloseris септа толстая, но зубчатая, что характерно для многих видов этого рода. Представителей рода Cycloseris можно спутать с кораллами родственного рода Фунгия, однако у Фунгии имеется шрам, показывающий их прикрепленный образ жизни в раннем возрасте.
Род был реклассифицирован в 2012 году, чтобы включить некоторые виды, которые ранее были отнесены к роду Coscinaraea, которые живут колониями с несколькими ртами, в дополнение к исходным свободноживущим видам с одним центральным ртом.

## Виды
В настоящее время во Всемирном Реестре Морских Видов представлены следующие существующие виды:
- Cycloseris boschmai (Hoeksma, 2014)
- Cycloseris costulata (Ortman, 1889)
- Cycloseris curvata (Hoeksema, 1989)
- Cycloseris cyclolites (Lamarck, 1801)
- Cycloseris distorta (Michelin, 1843)
- Cycloseris explanulata (Van der Horst, 1922)
- Cycloseris fragilis (Alcock, 1893)
- Cycloseris mokai (Hoeksema, 1989)
- Cycloseris sinensis (Milne Edwards & Haime, 1851)
- Cycloseris somervillei (Gardiner, 1909)
- Cycloseris tenuis (Dana, 1846)
- Cycloseris vaughani (Boschma, 1923)
- Cycloseris wellsi (Veron & Pichon, 1980)

Энциклопедия Жизни перечисляет следующие вымершие виды:
- †Cycloseris brazzanensis (Oppenheim,1901 (Eocene))
- †Cycloseris costulata (Ortmann, 1889)
- †Cycloseris escosurae (Mallada, 1887)
- †Cycloseris hungaricus (Kolosvary, 1956)
- †Cycloseris lamellata (Kühn, 1933)
- †Cycloseris minuta (Reuss, 1870)
- †Cycloseris perezi (Haime, 1850)
- †Cycloseris striata (Duncan,1880)

## Галерея
- C. cyclolites с одним центральным ртом, 17 января 2015 года
- C. wellsi с несколькими ртами, 11 июля 2008 года